# Context lingüístic
El context en lingüística és la part de discurs que envolta un element donat i que pot afectar el seu significat o categorització. Es distingeix per tant de la situació o context no discursiu, que descriu elements de la comunicació com els parlants, el perquè de l'intercanvi, l'espai i el temps on es dona el discurs.
Alguns autors prefereixen reservar el terme context per designar la situació o context no discursiu -les circumstàncies de l'enunciació- i anomenar context el context discursiu.
No hi ha un límit per decidir quan una part de discurs és un context rellevant o no. Per exemple, el context per desambiguar la referència d'un pronom o un díctic és més curt que el que permet situar la intenció de l'autor, ja que la memòria a curt termini del receptor limita la possibilitat d'establir inferències per determinar a què es refereix un element lingüístic. El context afecta sobretot al vocabulari, ja que pot canviar totalment el significat d'una paraula, sigui perquè és polisèmica sigui perquè té una connotació que va més enllà del sentit del diccionari (com en la ironia).
Tots els nivells de la lingüística tenen en compte el context:
- La fonètica perquè els sons adjacents poden fer canviar les característiques d'un fonema (assimilació fonètica).
- La morfologia per evitar ambigüitats ("el" serà article o pronom segons el context, per exemple).
- La sintaxi, ja que l'ordre de les paraules i l'existència o no de mots com les preposicions poden alterar la funció d'un element.
- La semàntica per establir el sentit exacte de la paraula.
- La pragmàtica, donat que el seu objecte d'estudi és el discurs i no sols l'oració o el mot aïllat.